# Musée de la Bible et Terre Sainte
Musée de la Bible et Terre Sainte (česky Muzeum Bible a Svaté země) je muzeum v Paříži věnované dějinám Bible a Palestiny. Muzeum sídlí v 6. obvodu na ulici Rue d'Assas č. 21 v budově Katolického institutu v Paříži, který jej spravuje. Vystavené předměty jako keramika, pergamenové svitky, epigrafické památky apod. dokumentují každodenní život v Palestině během staletí.